# Fiesta campestre (Rockmería)
Fiesta campestre (Rockmería) es un álbum del grupo Labanda perteneciente a la compañía discográfica Zafiro, editado en el año 1981 y compuesto por 9 canciones.

## Lista de canciones
| N.º | Título                     | Duración |  |
| 1.  | «Fiesta campestre»         |          |  |
| 2.  | «La mujer del músico»      |          |  |
| 3.  | «La vaca»                  |          |  |
| 4.  | «Rockmería»                |          |  |
| 5.  | «Un camino de cerveza»     |          |  |
| 6.  | «Filomena»                 |          |  |
| 7.  | «Los padres ya están aquí» |          |  |
| 8.  | «Celtas con filtro»        |          |  |
| 9.  | «No mires ahora»           |          |  |